# Edgar Kurz (Sportfunktionär)
Edgar Kurz (* 12. September 1941 in Stuttgart-Bad Cannstatt) ist ein deutscher Unternehmer, der Geschäftsführer der Versicherungsagentur „R & H Schmid“ ist. Zudem war er Präsident der Stuttgarter Kickers sowie Spieler und Trainer beim SV Sillenbuch.
Der in Degerloch aufgewachsene selbstständige Versicherungskaufmann übte viele Ehrenämter bei den Kickers aus, bis er am 4. Juli 2008 Präsidiumsmitglied wurde. Am 15. Juli 2009 übernahm er das Amt des Präsidenten und wurde damit als Nachfolger von Dirk Eichelbaum der 34. Präsident der Geschichte des Vereins.
1994 übernahm er außerdem, als eine der Nachkommen der Familie, die Geschäftsführung der Firma R & H Schmid.
Edgar Kurz ist mit Sylvia verheiratet und dreifacher Familienvater. Sein Sohn Marco war unter anderem Trainer der TSG 1899 Hoffenheim und des 1. FC Kaiserslautern.